# エリザベス・ペーニャ
エリザベス・ペーニャ（Elizabeth Peña, 1959年9月23日 - 2014年10月14日）は、アメリカ合衆国ニュージャージー州生まれの女優。キューバ系。父親は劇作家・俳優で、オフ・ブロードウェイで劇団を主宰していた。

## 私生活
エリザベス・ペーニャは、1959年にニュージャージー州エリザベスで生まれたが、両親はキューバ人で、8歳まではキューバで育ち、その後、一家はニューヨークに移り住んだ。
1988年、ペーニャは、ウィリアム・スティーヴン・キブラーと結婚したが、ほどなく離婚。
後に、ハンス・ロウラと1994年に再婚し、フィオナとカエランという二児（一女一男）を産んだ。
2014年10月14日、ペーニャは、カリフォルニア州ロサンゼルスのスィーダーズ-サイナイ・メディカル・センターで、死亡した。
死因は、その後、アルコールによる肝硬変で、肝硬変による急性の消化器官出血を発症し、それが数時間後の心停止に繋がった、と報道された。55歳没。

## 死後の評価等
2014年10月末、NPRの音楽番組、Alt.Latino は「死者の日」特集の放送において、エリザベス・ペーニャの死に言及し、同年1月に亡くなったカルメン・サパタとともに、ハリウッド内のラティーノに対するステレオタイプを打破する為に、ハリウッド内で抵抗し戦い、後進のラティーノの才能がハリウッドに進出する道を切り拓いた女優の一人であった、と評した。

## 主な出演作品
- ニューヨーク東8番街の奇跡 *batteries not included（1987）
- ラ★バンバ La Bamba (1987)
- ブルースチール Blue Steel (1990)
- ジェイコブス・ラダー Jacob's Ladder (1990)
- ウォーターダンス The Waterdance (1992)
- フリー・ウィリー2 Free Willy 2: The Adventure Home (1995)
- 新アウターリミッツ The Outer Limits (1995) テレビシリーズ
- ラッシュアワー Rush Hour (1998)
- 彼女の恋からわかること Ten Tiny Love Stories  (2001)
- クローン Impostor (2001)
- Mr.インクレディブル The Incredibles (2004) 声
- トランスアメリカ Transamerica (2005)
- D-WARS D-WAR (2007)
- 愛する人 Mother and Child (2009)